# L'estranea
L'estranea è un romanzo autobiografico di Elisabetta Rasy finalista al Premio letterario nazionale per la donna scrittrice e vincitore del Premio Grinzane Cavour.
Il libro è stato tradotto in francese con il titolo L'obscure ennemie.

## Trama
La narrazione riguarda i fatti veramente accaduti alla madre dell'autrice, ammalatasi gravemente di tumore nel 1998 e scomparsa il 13 febbraio 2000, una mite domenica.
La madre viene descritta come una donna quasi troppo forte, pronta a sostenere i figli abbondantemente adulti e mai disposta a rinunciare ad essere la Madre. I figli sono due: l'autrice e un più giovane fratello, molto solerti e premurosi. All'apparire della malattia (una forma di cancro a un polmone), i figli si prodigano per cercare i medici e gli ospedali migliori, ma cozzano contro la volontà materna; si rendono perciò conto di trovarsi al cospetto di un'estranea.
Ma l'estranea più formidabile è quella realtà che sta vivendo la mamma, una realtà segnata dalla paura dell’ignoto, dal dolore fisico e dall’incombere della morte. Con tutte le sue forze l'ammalata si batte contro la grande Estranea, spesso in modo violento: si oppone a varie iniziative dei figli, rifiuta certe presenze, fa scenate. Soprattutto si fa spesso odiare dalla figlia, che deve conciliare i sensi di colpa con il naturale bisogno di un po' di distacco da tanto soffrire.
Numerose sono le badanti e infermiere che si alternano al capezzale dell'ammalata, quando non si trova in ospedale; alcune di queste donne soffrono per il duro rapportarsi della loro assistita, ma ve ne sono che invece prendono il processo verso la morte con maggior saldezza, recando così un reale sollievo ai familiari sfibrati. Finché, ormai ritenuta al di là di  ulteriori ricoveri in ospedale, accudita giorno e notte, ma ancora capace di dire i suoi "no", se ne va all'alba di una domenica.

## Edizioni
- Elisabetta Rasy, L'estranea, Rizzoli, Milano 2007 ISBN 978-88-17-01833-3
- Elisabetta Rasy, L'estranea, Rizzoli, Milano 2016 ISBN 978-88-17-08708-7